# ضربة رأس (استراتيجية)

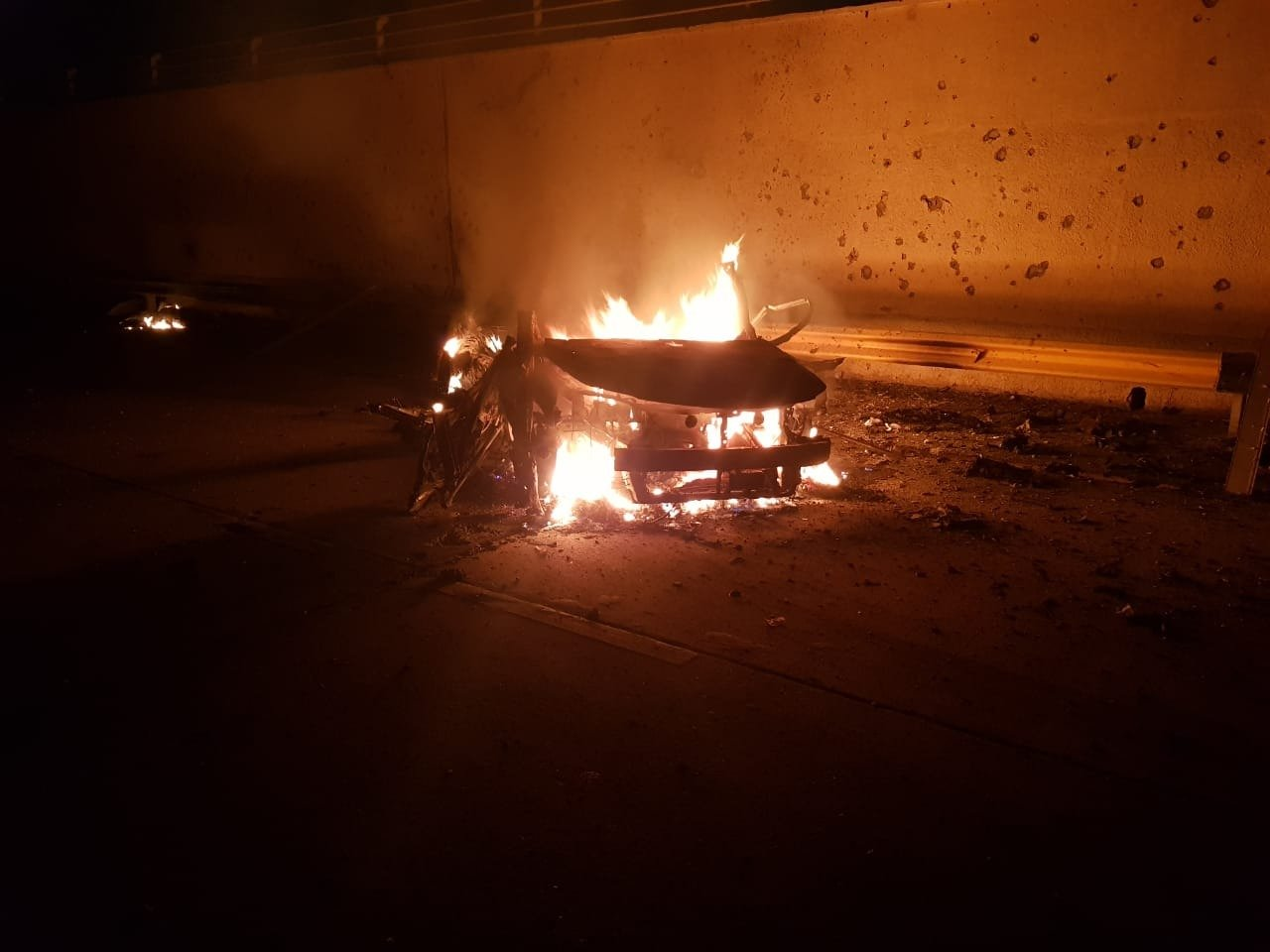
اغتيال قاسم سليماني

ضربة رأس هي استراتيجية عسكرية تهدف إلى إزالة القيادة أو القيادة والسيطرة لحكومة أو مجموعة معادية. حيث تعتمد الإستراتيجية على تحطيم أو هزيمة عدو من خلال القضاء على قيادته العسكرية والسياسية وقد استخدمت منذ فترة طويلة في الحروب.

## إبادة جماعية
- تهجير الأرمن في عام 1915 اعتبرت بداية الإبادة الجماعية للأرمن.
- قتل سكان فيرماخت- أينزاتسغروبن في بولندا من قبل النازيين خلال الحرب العالمية الثانية.[3]

## الحروب النووية
في نظرية الحرب النووية فإن ضربة الرأس هي هجوم ضربة أولية وقائية تهدف إلى زعزعة استقرار بنية القيادة العسكرية والمدنية للخصم على أمل أن تتحلل أو تدمر بشدة قدرتها على الانتقام النووي.

### تتضمن الاستراتيجيات ضد ضربات قطع الرأس ما يلي
- هياكل القيادة والسيطرة الموزعة.
- تشتيت القيادة السياسية والقيادة العسكرية في أوقات التوتر.
- تفويض القدرة على إطلاق الصواريخ للقادة العسكريين في حالة وقوع ضربة رأس.
- آليات إطلاق موزعة ومتنوعة.[5]